# Валютні війни. Витоки наступної світової кризи
Валютні війни. Витоки наступної світової кризи (англ. Currency Wars: The Making of the Next Global Crisis by James Ricards) - книга Джеймса Рікардза, американського економіста та фінансиста. Вперше опублікована в листопаді 2011 року. В 2018 перекладена українською мовою видавництвом «Наш формат» (перекладач - Дмитро Тавровецький).

## Огляд книги
В 1971 році Президент Річард Ніксон запровадив національний контроль за цінами та вивів США з золотого стандарту, тобто вдався до екстремальних мір з метою припинення валютних війн, що в свою чергу підірвало віру в американський долар. Сьогодні ми живемо в еру нових валютних війн, наслідки яких набагато складніші ніж ті, що постали перед Ніксоном. 
Валютні війни є одними з найбільш руйнівних, породжують інфляцію, рецесію та навіть акти насильства, і наступна така здатна призвести до набагато гірших наслідків ніж після кризи 2008 року.  
В минулому столітті валютні війни були зафіксовані двічі і спричинили падіння ринку цінних паперів, замороження активів, конфіскацію золота та встановлення контролю над ринком капіталу. Нестабільність долара, порятунок Греції та Ірландії, валютні маніпуляції Китаю є признаком наближення наступного дисбалансу на валютному ринку. 
Дана книжка - це більше ніж просто турбота про економістів та інвесторів. Федеральна резервна система США залучена в найбільші спекуляції в історії фінансів через постійні зусилля, спрямовані на стимулювання економіки шляхом друку та випуску в обіг грошей трильйонами доларів. Такі дії приховують нові небезпеки та не вирішують поточних проблем. 
Хоча результат наступної валютної війни ще невідомий, та деякі варіанти найгіршого сценарію майже неминучі у разі, якщо США та світові економічні лідери не засвоять уроки, помилки та упущення своїх попередників. 
В книзі викладено ефективний та обґрунтований курс дій в напрямку недопущення прийдешніх валютних війн в світі.  [Архівовано 10 жовтня 2018 у Wayback Machine.]

## Переклад українською
- Рікардз, Джеймс. Валютні війни. Витоки наступної світової кризи / пер. Дмитро Тавровецький. К.: Наш Формат, 2018. — 348 с. — ISBN 978-617-7279-88-3